# Caryophyllia barbadensis
Caryophyllia barbadensis is een rifkoralensoort uit de familie Caryophylliidae. De wetenschappelijke naam van de soort is voor het eerst geldig gepubliceerd in 1979 door Cairns.